# Karel Zelenka
Karel Zelenka (Louny, 31 marzo 1983) è un ex pattinatore artistico su ghiaccio italiano, cinque volte campione nazionale italiano (2003-2007).

## Biografia
Karel Zelenka è figlio d'arte: suo padre, Karel senior, ex pattinatore della nazionale ceca, si trasferì con la famiglia in Italia quando il figlio aveva sei anni ed ora è il suo allenatore.
Zelenka, che ha iniziato a pattinare all'età di quattro anni, si è sempre allenato e ha sempre fatto parte della nazionale italiana.
Nel gennaio del 2006 ha ottenuto la cittadinanza italiana per rappresentare l'Italia ai Giochi olimpici di Torino, dove è arrivato venticinquesimo.
Attualmente vive a Milano.

## Palmarès

### Dopo il 2003
| Evento                     | 2003-2004 | 2004-2005 | 2005-2006 | 2006-2007 | 2007-2008 | 2008-2009 |
| -------------------------- | --------- | --------- | --------- | --------- | --------- | --------- |
| Giochi olimpici invernali  |           |           | 25º       |           |           |           |
| Campionati mondiali        |           | 20º       | 25º       | 17º       | 16º       |           |
| Campionati europei         | 16º       |           | 19º       | 7º        | 15º       |           |
| Campionati italiani        | 1º        | 1º        | 1º        | 1º        | 2º        |           |
| Cup of China               |           |           |           |           | 6º        |           |
| Skate America              |           |           |           | 10º       | 12º       |           |
| Skate Canada International |           |           | 10º       |           |           |           |
| Finlandia Trophy           |           |           |           |           |           | 7º        |
| Triglav Trophy             |           |           |           |           |           | 4º        |
| Nebelhorn Trophy           |           |           |           | 5º        |           |           |
| Karl Schäfer Memorial      |           |           |           | 4º        |           |           |
| Golden Spin of Zagreb      | 4º        |           | 6º        |           |           |           |
| Ondrej Nepela Memorial     | 3º        |           |           |           |           |           |

### Prima del 2003
| Evento                       | 1998-1999 | 1999-2000 | 2000-2001 | 2001-2002 | 2002-2003 |
| ---------------------------- | --------- | --------- | --------- | --------- | --------- |
| Campionati mondiali          |           |           |           |           | 25º       |
| Campionati europei           |           |           |           |           | 19º       |
| Campionati mondiali juniores | 20º       | 19º       | 8º        |           |           |
| Campionati italiani          | 1º        | 2º        | 2º        | 2º        | 1º        |
| Golden Spin of Zagreb        |           |           |           |           | 10º       |
| JGP Italia                   |           |           |           | 6º        |           |
| JGP Polonia                  |           |           |           | 2º        |           |
| JGP Germania                 | 12º       |           | 5º        |           |           |
| JGP Norvegia                 |           | 15º       | 8º        |           |           |
| JGP Slovenia                 |           | 10º       |           |           |           |
| JGP Slovacchia               | 14º       |           |           |           |           |

- J = Junior

## Programmi
| Stagione  | Programma corto             | Programma lungo                                                                                | Esibizioni                 |
| --------- | --------------------------- | ---------------------------------------------------------------------------------------------- | -------------------------- |
| 2007–2008 | Blues for Klook di E. Louis | Truman Show soundtrack                                                                         | -                          |
| 2006–2007 | Blues for Klook di E.Louis  | Soundrack from Alexander di Vangelis                                                           | -                          |
| 2005–2006 | Romeo and Juliet            | Soundrack from Alexander di Vangelis                                                           | Played a Live di Safri Duo |
| 2004–2005 | Elements di Frank Nimsgren  | Lord of the Dance da Ronan Hardiman Soundtrack Dreamcatcher from Secret Garden di Rolf Lovland | Played a Live di Safri Duo |